# Denim
『Denim』（デニム）は、2007年5月23日にワーナーミュージック・ジャパンより発売された竹内まりやの通算10枚目のオリジナル・アルバム。

## 背景
オリジナルアルバムとしては半ばベスト・アルバムのような印象すらあった『Bon Appetit!』以来の作品であり、その間にもニュース番組などへの楽曲提供はあったものの、山下達郎の作品が中心に制作されていたために、完全なる新規のオリジナルアルバムとしては実に5年半ぶりとなる作品である。当初は2007年5月16日発売とアナウンスされたが、予約の多さや作業の難航から1週間発売が延期された。カヴァーアルバム『Longtime Favorites』を発表した2003年以来音沙汰のなかった竹内まりやが、2006年に入り山下自身から「竹内まりやのアルバムを制作している」というアナウンスと共に発売を待たれていた1作である。また、アルバムの発売に向け、同年の4月11日にNHK総合テレビの音楽番組『SONGS』へ初回ゲストとして出演。彼女にとって26年ぶりのテレビ出演であり、大きな話題を集めた。
初回限定盤には、それまでシングルB面でしか発表されていなかった楽曲を中心に、山下達郎の口からも何度か案が出ていた「竹内まりや版『RARITIES』」とも言える内容のボーナスCD「Vintage Denim」が付属している。これによって竹内のアルバム未収録楽曲は、山下のようにバージョン違いなどに拘らない場合は、RCA/RVC時代のラストシングル「NATALIE」のB面「アップル・パップル・プリンセス」（NHKテレビ『みんなのうた』）のみとなった。また、通常盤の初回プレス分には本作のアナログ盤（2枚組、見開きジャケ仕様）が抽選で当たる応募ハガキが封入されていた。なお、当選者数は100名のため、アナログ盤は非常にレアなアイテムとなっている。
本作はこれだけの仕様の違いがありながら、初回盤でも通常盤でも値段は税込3059円という全く同じ価格で販売され、ラジオ番組での山下曰く「お値段据え置きなので、是非初回の方をお楽しみ下さい」とのことである。しかし、後述のとおり発売週に22万枚もの売り上げを記録したことから、予約の時点でほぼ完売し、店頭でこの初回盤はほとんど見られなかった。なお、この初回盤はDisc2の歌詞カードが別に作られており、それまであまり明かされることの無かった楽曲に関する秘話をセルフライナーノーツとして掲載している。
アルバムの発売に向けて、デニム・ブランド「EDWIN」とのコラボデニム「Me」（まりやの ″M″ とEDWINの ″E″ ）がEDWIN SHOP Onlineより期間限定で受注販売された。オリジナル・タグのト音記号刺繍は竹内からの提案である。
山下夫妻はこの年の4月6日に銀婚式を迎え、偶然ではあるものの、結婚25周年記念の年に発売されたという記念碑的な作品にもなった。

## チャート成績
- オリコンアルバムチャートでは、前作『Longtime Favorites』から引き続き3作連続、通算7作目の1位を獲得。オリコンチャートにおいて59週に亘ってランクインし続けるロングセラーとなった[1]。また、52歳2か月での同チャートは1位は、女性ソロアーティストとしては史上最高齢（女性ソロとしては自己記録更新）となる。

- 竹内はこの作品で、史上初の4つの年代（20代・30代・40代・50代）でアルバムチャート首位を達成した。

- 本作発売の前々週にはMr.Childrenが『B-SIDE』というB面集を発売しており、偶然ではあるが、B面集を銘打ったアルバムが邦楽チャートで連続して1位になるという現象を生んだ（洋邦あわせたランキングではリンキン・パークのオリジナルが前週の1位）。

## 収録曲

### CD
| 全作詞・作曲: 竹内まりや（特記以外）。 |                                                                                             |                        |                        |                                                |      |
| #                                      | タイトル                                                                                    | 作詞                   | 作曲・編曲             | 編曲                                           | 時間 |
| 1.                                     | 「君住む街角 (On The Street Where You Live)」(作詞：ALAN JAY LERNER、作曲：FREDERICK LOEWE) | 竹内まりや（特記以外） | 竹内まりや（特記以外） | 服部克久                                       | 2:54 |
| 2.                                     | 「スロー・ラヴ」                                                                            | 竹内まりや（特記以外） | 竹内まりや（特記以外） | 山下達郎                                       | 4:38 |
| 3.                                     | 「返信」                                                                                    | 竹内まりや（特記以外） | 竹内まりや（特記以外） | 山下達郎                                       | 4:44 |
| 4.                                     | 「みんなひとり」                                                                            | 竹内まりや（特記以外） | 竹内まりや（特記以外） | 山下達郎                                       | 4:29 |
| 5.                                     | 「シンクロニシティ (素敵な偶然)」                                                           | 竹内まりや（特記以外） | 竹内まりや（特記以外） | 山下達郎 & センチメンタル・シティ・ロマンス    | 5:14 |
| 6.                                     | 「哀しい恋人」                                                                              | 竹内まりや（特記以外） | 竹内まりや（特記以外） | 山下達郎                                       | 4:56 |
| 7.                                     | 「Never Cry Butterfly」(作詞：杉真理、作曲：杉真理 & 伊豆田洋之)                            | 竹内まりや（特記以外） | 竹内まりや（特記以外） | Piccadilly Circus                              | 4:58 |
| 8.                                     | 「ラスト・デイト」                                                                          | 竹内まりや（特記以外） | 竹内まりや（特記以外） | 山下達郎                                       | 4:38 |
| 9.                                     | 「クリスマスは一緒に」                                                                      | 竹内まりや（特記以外） | 竹内まりや（特記以外） | 山下達郎                                       | 5:43 |
| 10.                                    | 「終楽章」                                                                                  | 竹内まりや（特記以外） | 竹内まりや（特記以外） | 山下達郎                                       | 4:42 |
| 11.                                    | 「明日のない恋」                                                                            | 竹内まりや（特記以外） | 竹内まりや（特記以外） | 山下達郎(リズム) 服部克久(ストリングス&ホーン) | 3:48 |
| 12.                                    | 「人生の扉」                                                                                | 竹内まりや（特記以外） | 竹内まりや（特記以外） | 山下達郎 & センチメンタル・シティ・ロマンス    | 5:49 |

### 曲解説
1. 君住む街角 (On The Street Where You Live)
ミュージカル『マイ・フェア・レディ』の中で使用されたヒットナンバーのカヴァーで、TBS系『ブロードキャスター』のテーマソングとして発売の1年近く前（2006年4月）から使用されていた楽曲。元々アルバムに収録することを前提としてのタイアップとしており、『サンデーソングブック』でも一部がOAされるが、今回でようやくフルバージョンのCD化となる。なお、本作に収録されているものは『サンデーソングブック』や『ブロードキャスター』でOAされたTVサイズとはアレンジもキーも全く異なるものであり、本作のために新規に録音しなおされたものである。
2. スロー・ラヴ
松たか子主演のTVドラマ『役者魂!』の挿入歌。
3. 返信
映画『出口のない海』主題歌として書き下ろされ、竹内まりやの2006年復活第1弾シングルとして発売されたシングル。
4. みんなひとり
松たか子に提供し、前述のドラマ『役者魂!』の主題歌として使用されていた楽曲。ここでソフト化されるより以前にラジオではOAされており、わずかながらも松のものとはキーが異なる。アレンジは松のものとは違い、山下達郎が手がけているために異なっている。また、歌詞の最後に松のものにはないセリフが追加されている。なお、前述の『サンデーソングブック』バージョンは竹内まりや自身がドラマや松向けにコンペとして製作したデモバージョンのため楽器類がかなり簡素なもので、バックコーラスなどに大きな差異があり、演奏時間もわずかに短い。決定版のアレンジが出てきたために、今後OAされることは無いと思われる。なお、この曲では松がバックコーラスとして参加している。
5. シンクロニシティ (素敵な偶然)
明治製菓アーモンドチョコのCMソングとして書き下ろされ、『返信』と共に両A面でシングルカットされた楽曲。演奏にはセンチメンタル・シティ・ロマンスの面々が『PORTRAIT』以来25年ぶりに参加している。
6. 哀しい恋人
本作の為に書き下ろされた楽曲。
7. Never Cry Butterfly
スロー・ラヴのB面曲であり、ピカデリー・サーカスのカヴァー。あまり邦楽をカヴァーすることのないまりやだが、「自分が作っていない曲で自分らしい曲」としてこの作品を取り上げたという。
8. ラスト・デイト
本作の為に書き下ろされた楽曲。
9. クリスマスは一緒に
「HAPPY Xmas SHOW! 2006」のエンディング・テーマとして書き下ろされた楽曲。みんなひとりのセルフカヴァーバージョンと同じくソフト化される前に前述の番組の宣伝も兼ねてサンデーソングブックのみで先行OAされていた。竹内まりや作品では珍しくタイトルそのものに「クリスマス」と入ったクリスマスソングである。イントロの印象的なギターカッティングは山下達郎演奏のもの。まりや曰く「達郎のカッティングをバックに歌いたくて」書いたという。
10. 終楽章
薬師丸ひろ子の1988年発売のアルバム『Sincerely Yours』の1曲として提供し、アルバム先行シングルとして発表された楽曲のセルフカヴァー。元々そのタイトルの通りアルバムのフィナーレを飾る楽曲として製作された。この楽曲は竹内まりや作品としては実に19年の時を経てのセルフカヴァーとなり、彼女の作品では最もセルフカヴァーに時間がかかった作品のひとつである。
11. 明日のない恋
2007年日本テレビ系『火曜ドラマゴールド』の最後の主題歌となった作品。シングル盤には同じく『火曜サスペンス劇場』の主題歌となった『告白』と『シングル・アゲイン』が収録され、「ベストマキシシングル」との触れ込みで発売されていた。
12. 人生の扉
協和発酵（現・協和発酵キリン）CMソングとして発売前からOAされていた楽曲。NHKの番組『SONGS』ではこの曲を山梨県のスタジオで披露した。本作の核であり、アルバムタイトルの「デニム」はこの楽曲の歌詞から取られている。後に本作には収録されていないが、同年8月8日に当時の完全なる新曲である『チャンスの前髪』と両A面でジャケットを緒形拳の題字でシングルカットされる。2008年10月30日に渋谷クラブクアトロで行なわれたセンチメンタル・シティ・ロマンスの35周年記念ライブにゲスト出演しライブで初めて演奏された。また、同年12月28日に大阪フェスティバルホールにて行なわれた山下達郎のライブのアンコールに「私からもフェスティバルホールにさよならを言わせて欲しい。」とゲスト出演した際にも演奏された。

## クレジット

### 君住む街角(On The Street Where You Live)
- Words by ALAN JAY LERNER
- Music by FREDERIC LOEWE
- Arranged by 服部克久

- 渡嘉敷祐一 : Drums
- 斉藤誠 : Wood Bass
- 松原正樹 : Electric Guitar
- 松本峰明 : Acoustic Piano
- 広原正典 : Trombone
- 古田綾 : Trombone
- 奥村晃 : Trombone
- 佐藤洋樹 : Trombone
- 藤井良太 : Bass Trombone
- 藤田乙比古 : French Horn
- 勝俣泰 : French Horn
- RUSH by 加藤高志 : Strings Concert Master

- TBS系「ブロードキャスター」テーマソング

### スロー・ラヴ
- Words & Music by 竹内まりや
- Arranged by 山下達郎

- 山下達郎 : Computer Programming, Drums, Electric Guitar, Acoustic Guitar, Keyboards, Glocken, Percussion & Background Vocals
- 伊藤広規 : Electric Bass
- 佐橋佳幸 : Electric Guitar (Solo on Coda)
- 難波弘之 : Acounstic Piano
- 竹内まりや : Background Vocals
- 橋本茂昭 : Computer Programming & Synthesizer Operation

- CX系ドラマ「役者魂!」挿入歌

### 返信
- Words & Music by 竹内まりや
- Arranged by 山下達郎

- 山下達郎 : Computer Programming, Drums, Electric Guitar, Acoustic Guitar, Keyboards & Percussion
- 佐橋佳幸 : Nylon Strings Guitar
- 竹内まりや : Background Vocals
- 橋本茂昭 : Computer Programming & Synthesizer Operation

- 映画「出口のない海」主題歌

### みんなひとり
- Words & Music by 竹内まりや
- Arranged by 山下達郎

- 山下達郎 : Computer Programming, Electric Guitar, Acoustic Guitar, Keyboards, Percussion & Background Vocals
- 島村英二 : Drums
- 伊藤広規 : Electric Bass
- 難波弘之 : Acounstic Piano
- 松たか子 : Background Vocals
- 橋本茂昭 : Computer Programming & Synthesizer Operation

### シンクロニシティ(素敵な偶然)
- Words & Music by 竹内まりや
- Arranged by 山下達郎 ＆ センチメンタル・シティ・ロマンス

- 山下達郎 : Acoustic Guitar, Electric Guitar, Electric Piano, Glocken, Percussion & Background Vocal
- 野口明彦 : Drums
- 伊藤広規: Electric Bass
- 中野督夫 : Electric Guitar & Background Vocal
- 告井延隆 : Pedal Steel Guitar & Background Vocal
- 細井豊 : Acoustic Piano & Background Vocal

### 哀しい恋人
- Words & Music by 竹内まりや
- Arranged by 山下達郎

- 山下達郎 : Computer Programming, Electric Guitar, Keyboards & Percussion
- 竹内まりや : Background Vocals
- 橋本茂昭 : Computer Programming & Synthesizer Operation

### Never Cry Butterfly
- Words by 杉真理
- Music by 杉真理 ＆ 伊豆田洋之
- Arranged by Picadilly Circus

- 杉真理 : Background Vocal
- 松尾清憲 : Background Vocal
- 上田雅利 : Drums & Tambourine
- 風祭東 : Electric Bass & Background Vocal
- 伊豆田洋之 : Acoustic Piano & Background Vocal
- 小泉信彦 : Synth Strings & Hammond Organ
- 橋本哲 : Electric Guitar
- 山本圭右 : Electric Guitar
- 山下達郎 : Acoustic Guitar

### ラスト・デイト
- Words & Music by 竹内まりや
- Arranged by 山下達郎

- 山下達郎 : Computer Programming, Drums, Electric Guitar, Acoustic Guitar, Keyboards, Percussion & Background Vocals
- 竹内まりや : Background Vocals
- 橋本茂昭 : Computer Programming & Synthesizer Operation

### クリスマスは一緒に
- Words & Music by 竹内まりや
- Arranged by 山下達郎

- 山下達郎 : Computer Programming, Electric Guitar, Keyboards, Glocken, Percussion & Background Vocals
- 佐野康夫 : Drums
- 伊藤広規 : Electric Bass
- 難波弘之 : Electric Piano & Acounstic Piano
- 浜口茂外也 : Percussion
- 橋本茂昭 : Computer Programming & Synthesizer Operation
- 国分友里恵 : Background Vocal
- 佐々木久美 : Background Vocal
- 竹内まりや : Background Vocals
- 数原晋 : Trumpet
- David Herzog : Trumpet
- Fred Simmons : Trombone
- 佐藤洋樹 : Trombone
- 平原まこと : Tenor Sax
- 黒葛野敦司 : Baritone Sax

### 終楽章
- Words & Music by 竹内まりや
- Arranged by 山下達郎

- 山下達郎 : Computer Programming, Electric Guitar, Acoustic Guitar, Electric Sitar, Keyboards, Glocken, Percussion & Background Vocals
- 島村英二 : Drums
- 伊藤広規 : Electric Bass
- 難波弘之 : Acounstic Piano
- 浜口茂外也 : Percussion
- 橋本茂昭 : Computer Programming & Synthesizer Operation

### 明日のない恋
- Words & Music by 竹内まりや
- Arranged by 山下達郎
- Strings & Horn Arranged by 服部克久

- 山下達郎 : Computer Programming, Electric Guitar, Keyboards, Ukulele, Vibraphone, Marimba, Percussion & Background Vocals
- 佐藤博 : Acounstic Piano
- 浜口茂外也 : Percussion
- 橋本茂昭 : Computer Programming & Synthesizer Operation
- 国分友里恵 : Background Vocal
- 佐々木久美 : Background Vocal
- 三谷泰弘 : Background Vocal
- 高桑英世 : Flute & Piccolo
- 若松純子 : Flute & Piccolo
- 平原まこと : Flute & Alto Sax Solo
- 高田みどり : Glocken & Xylophone
- 篠崎正嗣 : Strings Concert Master

- NTV系「火曜ドラマゴールド」主題歌

### 人生の扉
- Words & Music by 竹内まりや
- Arranged by 山下達郎＆センチメンタル・シティ・ロマンス

- 山下達郎 : Acoustic Guitar, Electric Guitar, Vibraphone, Bass Melodion & Background Vocal
- 野口明彦 : Drums
- 伊藤広規 : Electric Bass
- 中野督夫 : Electric Guitar & Background Vocal
- 告井延隆 : Pedal Steel Guitar, Flat Mandolin(Solo) & Background Vocal
- 細井豊 : Acoustic Piano & Background Vocal

- 協和発酵TV-CMソング

### スタッフ
- Produced by 山下達郎 ＆ 竹内まりや

- All Tracks Arranged by 山下達郎
  - Except : 「君住む街角(On The Street Where You Live)」 Produced by 竹内まりや Arranged by 服部克久
  - 「シンクロニシティ（素敵な偶然）」「人生の扉」 Arranged by 山下達郎 ＆ センチメンタル・シティ・ロマンス
  - 「Never Cry Butterfly」 Produced by 竹内まりや Arranged by Piccadilly Circus
  - 「明日のない恋」 Strings & Horn Arranged by 服部克久

- Executive Producer : 小杉理宇造

- Recording engineers : 中村辰也，田中信一，飯尾芳史，梅津達男
- Mixed by: 中村辰也 at Planet Kingdom
  - Except: 「君住む街角(On The Street Where You Live)」 Mixed by 田中信一
  - 「Never Cry Butterfly」 Mixed by 飯尾芳史
- Assistant Engineers : 山宮好則，三宅敬子，高村政貴，坂口和代，杉山朋子，長谷川巧，高桑秋朝，曽雌宏樹
- Recording Studios : Planet Kingdom, Onkio Haus, Sound Inn, Mouri Artworks, Victor Aoyama

- Mastering Engineer : 原田光晴 at JVC Mastering Center
- Session Co-ordinator : 大平晃子(CMC)，日置裕文(TMC)

- Artist Management : 渡辺宏 ＆ 佐藤克典 (Smile Company)
- Management Secretary : 小川さゆり ＆ 原千陽 (Smile Company)
- Management Assistant: 鈴木誠 (Smile Company)

- Executive A&R : 石原孝 (WMJ)
- A&R: 水島秀昭＆井上精一 (WMJ)
- A&R Secretary: 半田陽子 (WMJ)
- Promotion Co-ordinator: 黒岩利之 (WMJ)
- Media Promotion (WMJ) : 竹本現，藤井之康，中村光雄，吉井庸之，青木淳，稲崎数馬，小路洋行，平川貴之，彦坂奈緒，横瀬忍，内藤知美，土川恵里佳，池田鉄也，古庄哉，山口麻樹子，関谷拓，堀隆，奥村武史
- Media Promotion (Smile Company) : 野島正治，水落賢二，松川泰也，山田修司，大橋渡，飯沼美奈子，渡辺孝徳，谷津弥実
- Area Promotion (WMJ) : 板垣洋二，二郷絵美，中島有治，芝田聖一郎，坂田朋子，田中園子，伊藤温美
- Digital & Sales Promotion (WMJ) : 田渕悟
- Sales Promotion(WMJ): 貴志哲也＆所健一

- Art Direction & Design : 石川絢士(the garden)
- Photographer : 鶴田直樹
- Stylist : 斉藤伸子
- Hair: 松浦美穂 (TWIGGY)
- Make-Up: COCO (関川事務所)
- Product Co-ordination : 千葉りつ子 (WMJ)，島村文彦 (L*R)
- Artwork Co-ordination: 古金健司郎(KOP)

- 松たか子 by the courtesy of BMG JAPAN INC.

## Vintage Denim

### 収録曲
| 全作詞・作曲: 竹内まりや、全編曲: 山下達郎（特記以外）。 |                                    |            |            |      |
| #                                                        | タイトル                           | 作詞       | 作曲・編曲 | 時間 |
| 1.                                                       | 「Hey! Baby」                      | 竹内まりや | 竹内まりや | 3:48 |
| 2.                                                       | 「夜景」(ストリングス編曲：乾裕樹) | 竹内まりや | 竹内まりや | 4:04 |
| 3.                                                       | 「約束」                           | 竹内まりや | 竹内まりや | 3:54 |
| 4.                                                       | 「ミラクル・ラブ」                 | 竹内まりや | 竹内まりや | 4:15 |
| 5.                                                       | 「真冬のデイト」                   | 竹内まりや | 竹内まりや | 3:40 |
| 6.                                                       | 「トライアングル」                 | 竹内まりや | 竹内まりや | 3:19 |

### 曲解説
1. Hey! Baby
1989年発売のシングル「シングル・アゲイン」のB面曲。森下恵理の1985年に発売されたファーストアルバム『ボーイ・フレンド』への提供曲のセルフカヴァー。1986年には好評を受けてシングルカットされている。横山知枝も1993年にカヴァーしている。もともとは子育て中の彼女の元にデビュー当時からの付き合いである加藤和彦から「森下に曲を書いてほしい」と依頼されたのがこの曲と「真冬のデイト」である。
2. 夜景
1986年発売のシングル「恋の嵐」のB面曲。これまで一切のアルバムに収録されていなかった上にシングルも長期間廃盤となり、入手困難な作品の一つとなっていた。この作品内では貴重なセルフカヴァーではない完全なオリジナル楽曲の一つである。元々は1984年のアルバム『VARIETY』に収録されるために製作されていた楽曲であったが、諸般の事情で収録を断念している。この曲は竹内が後にマイナーコードの楽曲を製作するきっかけとなった楽曲であると言う。
3. 約束
1994年発売のシングル「純愛ラプソディ」のカップリング曲。元々は中森明菜のアルバム『CRIMSON』に提供した楽曲であり、1986年のクリスマス・イブに発売されていた。同アルバムはその楽曲の解釈から山下達郎が憤慨したとも言われており、竹内に対して提供曲のセルフカヴァーを提案していくきっかけになったとも言われる。しかし、竹内自身は「この曲は明菜さんの方が大人っぽい」と評価している。この曲と「告白」は対になっており、前者が男性の未練の楽曲であるのに対し、こちらは女性の未練を歌った楽曲となっている。
4. ミラクル・ラブ
1992年発売のシングル「マンハッタン・キス」のカップリング曲。前年1991年10月にリリースされた牧瀬里穂のデビューシングル曲のセルフカヴァー。牧瀬里穂に提供した楽曲はこの曲が唯一である。「近すぎて気付かなかった愛」がテーマの楽曲。2019年にAbemaTVドラマ『1ページの恋』主題歌に起用されている。
5. 真冬のデイト
1995年発売のシングル「今夜はHearty Party」のカップリング曲。「Hey! Baby」と同じく森下恵理の1985年に発売されたファーストアルバム『ボーイ・フレンド』への提供曲のセルフカヴァー。これによって森下恵理へ提供した楽曲のまりやバージョンは全てアルバム化されたことになる。曲のモチーフはまりや自身がかつて留学していたイリノイ州の田舎町の農場。
6. トライアングル
1994年発売のシングル「明日の私」のカップリング曲。薬師丸ひろ子の1984年発売のファーストアルバム『古今集』に提供した楽曲のセルフカヴァー。提供からかなり間を空けての本人版が発表された楽曲のひとつ。セルフカヴァーにピーター・ポール&マリー風のハーモニーをつけるというコンセプトで製作されている。歌詞の「女の子はずるいものね」と言う部分があまりにくさすぎて吹き出してしまい目を閉じて歌いきったという逸話がある。余談だが、この楽曲を提供した『古今集』には、シングルカットこそされなかったが、同じく竹内が提供した「元気を出して」も収録されている。

### クレジット

#### Hey! Baby
- Words & Music by 竹内まりや
- Arranged by 山下達郎

- 山下達郎 : Drum Programming, Computer Programming, Electric Guitar, Acoustic Guitar, Keyboards, Glocken, Percussion & Background Vocals
- 伊藤広規 : Electric Bass

- c/w 「シングル・アゲイン」 MOON-779(MOON) Sep, 1989
- Originally writtern for 森下恵理, 1985

#### 夜景
- Words & Music by 竹内まりや
- Arranged by 山下達郎
- Strings Arranged by 乾裕樹

- 山下達郎 : Acoustic Guitar, Keyboards & Percussion
- 青山純 : Drums
- 伊藤広規 : Electric Bass
- 佐藤博 : Electric Piano & Acoustic Piano
- 山川恵子 : Harp
- 加藤高志 : Strings Concert Master

- c/w 「恋の嵐」 MOON-726(MOON) March, 1986

#### 約束
- Words & Music by 竹内まりや
- Arranged by 山下達郎

- 山下達郎 : Drums, Electric Guitar, Keyboards, Vibraphone, Glocken & Percussion
- 伊藤広規 : Electric Bass
- 椎名和夫 : Synthsizer Operation

- c/w 「純愛ラプソディ」 AMDM-6110(MOON) May, 1994
- Originally writtern for 中森明菜, 1986

#### ミラクル・ラブ
- Words & Music by 竹内まりや
- Arranged by 山下達郎

- 山下達郎 : Drum Programming, Computer Programming, Electric Guitar, Acoustic Guitar, Keyboards, Glocken, Percussion & Background Vocals
- 難波弘之 : Synth Acoustic Piano
- 佐藤竹善 : Background Vocal
- 佐々木久美 : Background Vocal
- 高尾"CANDEE"のぞみ : Background Vocal
- 竹内まりや : Background Vocal
- 椎名和夫 : Synthsizer Operation

- c/w 「マンハッタン・キス」 AMDM-6055(MOON) May, 1992
- Originally writtern for 牧瀬里穂, 1991

#### 真冬のデイト
- Words & Music by 竹内まりや
- Arranged by 山下達郎

- 山下達郎 : Drums, Electric Guitar, Acoustic Guitar, Keyboards, Marimba, Xylophone, Percussion & Background Vocals
- 伊藤広規 : Electric Bass
- 難波弘之 : Acoustic Piano
- 竹内まりや : Background Vocals

- c/w 「今夜はHEARTY PARTY」 AMDM-6155(MOON) Nov, 1995 Originally writtern for 森下恵理, 1985

#### トライアングル
- Words & Music by 竹内まりや
- Arranged by 山下達郎

- 山下達郎 : Nylon Strings Guitar, 12 Strings Acoustic Guitar, Keyboards & Background Vocals
- 竹内まりや : Background Vocals

- c/w 「明日の私」 AMDM-6109(MOON) March, 1994
- Originally writtern for 薬師丸ひろ子, 1988

#### スタッフ
- Produced and Arranged by 山下達郎
- Executive Producer : 小杉理宇造

- Recoeding Engineers: 佐藤康夫，吉田保，中村辰也
- Remixed by 中村辰也 at Planet Kingdom
- Assistant Engineers : 新井高充，奥田佳一，佐藤浩智，中村辰也，飯島康生，守屋勝美＆杉山朋子
- Recording Studios : Smile Garage, Onkio Haus, Sound City, IRc2 & Sound Sky
- Mastering Engineer : 原田光晴 at JVC Mastering Center

- Liner Notes : 竹内まりや

## リリース履歴
| # | 発売日        | レーベル     | 規格 | 品番       | 備考         |
| - | ------------- | ------------ | ---- | ---------- | ------------ |
| 1 | 2007年5月23日 | MOON RECORDS | CD   | WPCL-10405 | 初回限定盤。 |
| 1 | 2007年5月23日 | MOON RECORDS | CD   | WPCL-10407 | 通常盤。     |
| 2 | 2024年4月24日 | MOON RECORDS | CD   | WPJL-10198 | アナログ盤。 |

## 参照
1. 1 2  “Denim｜竹内まりや”. ORICON NEWS.   oricon ME. 2024年3月27日閲覧。
2. ↑  竹内まりや、26年ぶりテレビ“復帰”果たす！
3. ↑  DENIM 【完全生産限定盤】(2枚組/180グラム重量盤レコード) : 竹内まりや,HMV&BOOKS online - WPJL-10198/9
4. ↑  竹内まりやの名盤「DENIM」、アナログ盤での再発売とサブスク解禁が決定！,2024年2月4日,ワーナーミュージック・ジャパン